# Péter Boross
Péter Boross (Nagybajom, 27 agosto 1928) è un politico ungherese.

## Biografia
Con origini umilissime, si è laureato alla facoltà di giurisprudenza; negli anni cinquanta, mentre l'Ungheria era satellite dell'Unione Sovietica, partecipò e fu membro portante di numerose rivoluzioni contro l'oppressivo governo comunista. Venne però arrestato e per lunghi periodi tenuto d'occhio dalla polizia. Nel dicembre del 1971 fu proclamato direttore dell'agenzia rivoluzionaria di Budapest, che si sciolse nel 1989, due anni prima del crollo dell'URSS e quindi del Patto di Varsavia. Anche se le attività rivoluzionarie non furono fiorenti, Boross acquisì un ruolo rilevante in politica: divenne supervisore dei servizi segreti e ministro degli interni. Ricoprì la carica di primo ministro dell'Ungheria dopo la morte del premier József Antall.
È sposato dal 1952 con Papp Llona, da cui ha avuto due figlie femmine e un maschio.